# КК Ређана
КК Ређана (итал. Pallacanestro Reggiana) италијански је кошаркашки клуб из Ређо Емилије. Из спонзорских разлога тренутно пун назив клуба гласи Унахотелс Ређо Емилија (Unahotels Reggio Emilia). Тренутно се такмичи у Серији А Италије и у ФИБА Лига шампиона.

## Историја
Клуб је основан 1974. године. Први пут је у највиши ранг ушао 1984. године, али је често губио и поново освајао место у њему. Највећи првенствени успех постигао је у сезонама 2014/15. и 2015/16. пласманом у финале. Био је и финалиста Купа Италије 2005. године. У септембру 2015. освојио је Суперкуп Италије.
У сезони 2005/06. играо је у Еврокупу и стигао до четвртфинала. У сезони 2013/14. први пут је играо у ФИБА Еврочеленџу и том приликом дошао је до првог трофеја у историји клуба, а у финалу је савладао руску екипу Тријумф Љуберци резултатом 79:65.

## Успеси

### Национални
- Првенство Италије:
  - Вицепрвак (2): 2015, 2016.

- Куп Италије:
  - Финалиста (1): 2005.

- Суперкуп Италије:
  - Победник (1): 2015.

### Међународни
- ФИБА Еврочеленџ:
  - Победник (1): 2014.

- ФИБА Куп Европе:
  - Финалиста (1): 2022.

## Учинак у претходним сезонама
| Сез.     | Првенство Италије | Куп Италије  | Европско такмичење                    | Европско такмичење |
| -------- | ----------------- | ------------ | ------------------------------------- | ------------------ |
| 2012/13. | Четвртфинале ПО   | Четвртфинале | —                                     |                    |
| 2013/14. | Четвртфинале ПО   | Полуфинале   | Еврочеленџ — Победник                 |                    |
| 2014/15. | Вицепрвак         | Полуфинале   | Еврокуп — Прва фаза                   |                    |
| 2015/16. | Вицепрвак         | Четвртфинале | Еврокуп — Топ 32                      |                    |
| 2016/17. | Четвртфинале ПО   | Полуфинале   | —                                     |                    |
| 2017/18. | 12. место         | —            | Еврокуп — Полуфинале                  |                    |
| 2018/19. | 13. место         | —            | —                                     |                    |
| 2019/20. | прекинуто         | —            | —                                     |                    |
| 2020/21. | 11. место         | Четвртфинале | ФИБА Куп Европе — Четвртфинале        |                    |
| 2021/22. | Четвртфинале ПО   | —            | ФИБА Куп Европе — Финалиста           |                    |
| 2022/23. | 14. место         | —            | ФИБА Лига шампиона — Прва групна фаза |                    |
| 2023/24. | Четвртфинале ПО   | Полуфинале   | —                                     |                    |
| 2024/25. | —                 | Четвртфинале | ФИБА Лига шампиона                    |                    |

## Познатији играчи
- Пјетро Арадори
- Џејмс Вајт
- Владимир Веременко
- Младен Јеремић
- Римантас Каукенас
- Дарјуш Лавринович
- Кшиштоф Лавринович
- Терел Мекинтајер
- Николо Мели
- Марко Морденте
- Данко Цвјетичанин